# Координационно число
Координационно число в химията е броят на лигандите в дадено координационно съединение – броят на атомите или атомни групи, свързани непосредствено с централния атом на съединението. Координационното число характеризира плътността на частиците в кристалната решетка и е свързано с нейната геометрия. То е цяло число между 1 и 16, като за повечето химични съединения е не повече от 8. Понятието е въведено за първи път през 1891 г. от Алфред Вернер като част от неговата координационна теория.
В повечето случаи координационното число е равно на броя на σ-връзките между лигандите и централния атом. Когато има σ- и π-връзки, (например при CN-, CO, N2 и PMe3), π-връзките не се вземат предвид.

## Координацонна геометрия
Координационните числа по-големи от едно позволяват различни геометрични подреждания на лигандите спрямо централния атом. Не всички геометрии могат да бъдат представени чрез полиедри.

### Координационни числа 1-9
| Кооординационен полиедър                                        | Координационно число | Полиедрен символ | Картинка |
| --------------------------------------------------------------- | -------------------- | ---------------- | -------- |
| линеен                                                          | 1                    | L-1              |          |
| линеен                                                          | 2                    | L-2              |          |
| ъглов                                                           | 2                    | A-2              |          |
| триътълна планарна                                              | 3                    | TP-3             |          |
| тригонална пирамида                                             | 3                    | TPY-3            |          |
| Т-форма                                                         | 3                    | TS-3             |          |
| тетраедър                                                       | 4                    | T-4              |          |
| квадратна планарна                                              | 4                    | SP-4             |          |
| seesaw система                                                  | 4                    | SS-4             |          |
| петоъгълна планарна                                             | 5                    | P-5              |          |
| тригонална бипирамида                                           | 5                    | TBPY-5           |          |
| квадратна пирамида                                              | 5                    | SPY-5            |          |
| октаедър                                                        | 6                    | OC-6             |          |
| пентагонлна пирамида                                            | 6                    | PPY-6            |          |
| тригонална призма                                               | 6                    | TPR-6            |          |
| пентагонална бипирамида                                         | 7                    | PBPY-7           |          |
| октаедър с допълнителен връх                                    | 7                    | OCF-7            |          |
| тригонална призма с допълнителен връх на квадратната стена      | 7                    | TPRS-7           |          |
| куб                                                             | 8                    | CU-8             |          |
| квадратна антипризма                                            | 8                    | SAPR-8           |          |
| додекаедър                                                      | 8                    | DD-8             |          |
| хексагонална бипирамида                                         | 8                    | HBPY-8           |          |
| октаедър с два допълнителни върха в транс-положение             | 8                    | OCT-8            |          |
| триагонална призма с два допълнителни върха на триъгълна стена  | 8                    | TPRT-8           |          |
| тригонална призма с два допълнителни върха на квадратната стена | 8                    | TPRS-8           |          |
| тригонална тризма с три допълнителни върха на квадратната стена | 9                    | TPRS-9           |          |
| хептагонална бипирамида                                         | 9                    | HBPY-9           |          |

### Координационни числа 10-16
Координацинните числа над 9 са изключително редки за съединения с κ-връзки, за съединения с традиционна връзка M–L и често включват комбинация от големи метални йони, стерично ненаситени лиганди и специални лигандни структури, поддържащи по-висока координация.
Координационните числа 10 и 11 са уникални за актинидните и лантанидните комплекси. Координационното число 12 е открито в икосаедъра на борните клъстери.
- [Hf(BH4)4] с координационно число 12 има кубично октаедричен строеж, където BH4- е трихелатен лиганд с BH3 единици заемащи триъгълните страни на куб-октаедъра.[3]
- [Th(H3BNMe2BH3)4] е с координационно число 15. Три от четирите H3BNMe2BH3 единици се свързват по κ4-начин, а една по κ3-начин.[3] Със същото координационно число е и [PbHe15]2+.[4]
- [CoB16]- има най-високото координационно число откривано някога. Геометрията на молекулата е октаедрична антипризма.[3]